# 玉名程三

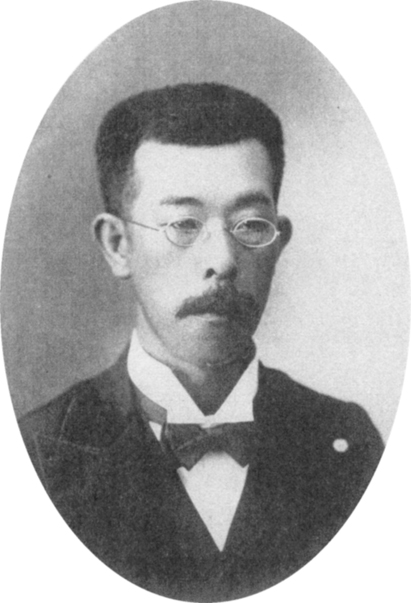
玉名程三

玉名 程三（たまな ていぞう、1861年6月5日（文久元年4月27日） - 1937年（昭和12年）11月6日）は、教育者。東京物理学講習所（後の東京物理学校、現在の東京理科大学）の創立者の一人。旧名は、名村 程三（なむら ていぞう）。

## 経歴
- 1861年（文久元年） - 肥前国長崎に生まれる。
- 1877年（明治10年） - 東京大学仏語物理学科に入学。
- 1880年（明治13年） - 東京大学仏語物理学科第3期卒業。
- 1881年（明治14年） - 東京物理学講習所の創立者の一人となる。
- 1885年（明治18年） - 東京物理学校維持同盟員となる。
- 1888年（明治21年） - 東京物理学校の教員を辞し、鹿児島へ赴任。
- 1900年（明治33年） - 第三高等学校物理学教授となる。
- 1911年（明治44年） - 第三高等学校を辞する。
上記のほか、東京外国語学校教諭、第二高等学校教授を勤めた。晩年は、京都に在住。